# Stazione di Lisbona Oriente
La stazione di Lisbona Oriente (in portoghese estação de Lisboa-Oriente), conosciuta anche come stazione d'Oriente (gare do Oriente) o stazione intermodale di Lisbona (gare intermodal de Lisboa), è la stazione ferroviaria principale di Lisbona in Portogallo e nodo cruciale di tutta l'infrastruttura dei trasporti dell'area metropolitana di Lisbona

## Strutture e impianti
La stazione progettata dall'architetto spagnolo Santiago Calatrava e terminata nel 1998, per poter essere usata come parte dell'Expo '98 nel Parque das Nações. Sorge in una zona a 5 km dal centro, oggetto di un intervento urbanistico tra i più vasti in Europa (era il 1998), in una zona un tempo occupata da moli e magazzini del porto, e riqualificata per l'Expo '98 e sorge su tre livelli: il primo, sotterraneo, destinato alla metropolitana; il secondo, a livello della circolazione stradale, destinato agli autobus; il terzo, sopraelevato, destinato alla circolazione dei treni. Con questa stazione l'architetto-ingegnere spagnolo porta avanti la sua esperienza, iniziata nella stazione TGV di Lione, di una struttura solamente di acciaio e vetro; moderna e tecnologica ma che dialoga con la tradizione ricordando, con le forme create dagli archi dei pilastri e dalla struttura di acciaio, le strutture delle cattedrali di pietra. Un'ampia pensilina a est si apre sulla piazza accogliendo i viaggiatori, mentre dal lato opposto della struttura dove vi è la stazione degli autobus, si trovano lunghe e sottili pensiline a forma di foglie di palma che partono da una parte centrale occupata da servizi e esercizi commerciali. Al centro la tettoia sopraelevata della stazione dei treni costituita da una complessa struttura a prismi sfaccettati di acciaio e vetro.
Il complesso include una stazione della metropolitana di Lisbona sui due primi piani e uno spazio commerciale e una stazione ferroviaria negli altri due piani. La struttura è coperta da un grande tetto di cristallo.

## Servizi ferroviari

### Internazionali
- Lisbona-Hendaye-Parigi (Sud Express);
- Lisbona-Madrid (Lusitania).

### 'Alfa Pendular'
- Lisbona-Porto Campanhã;
- Lisbona-Braga;
- Lisbona-Guimarães.

#### Intercity ('Intercidades')
- Lisbona-Évora;
- Lisbona-Faro;
- Lisbona-Porto Campanhã;
- Lisbona-Braga;
- Lisbona-Guimarães;
- Lisbona-Guarda;
- Lisbona-Covilhã.

#### Interregionali ('Interregional')
- Lisbona-Tomar;
- Lisbona-Entroncamento;
- Lisbona-Porto Campanhã.

#### Regionali ('Regional')
- Lisbona-Covilhã;
- Lisbona-Tomar;
- Lisbona-Entrocamento;
- Lisbona-Porto Campanhã;
- Lisbona-Castelo Branco.

#### Suburbani ('Urbanos de Lisboa')
- Lisbona-Sintra;
- Lisbona-Alverca;
- Lisbona-Castanheira do Ribatejo;
- Lisbona-Azambuja.

## Interscambi
- Fermata metropolitana (Oriente, linea Rossa)

## Galleria d'immagini

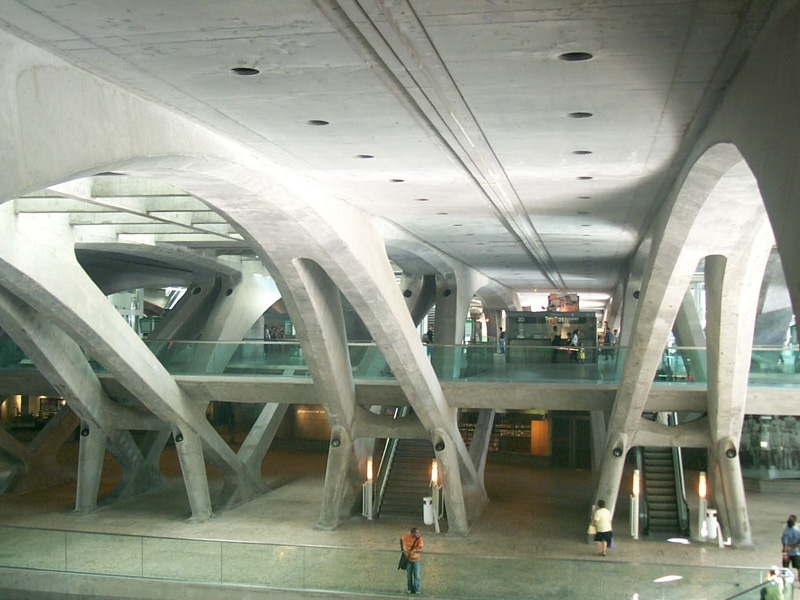
Vista dei piani intermedi.
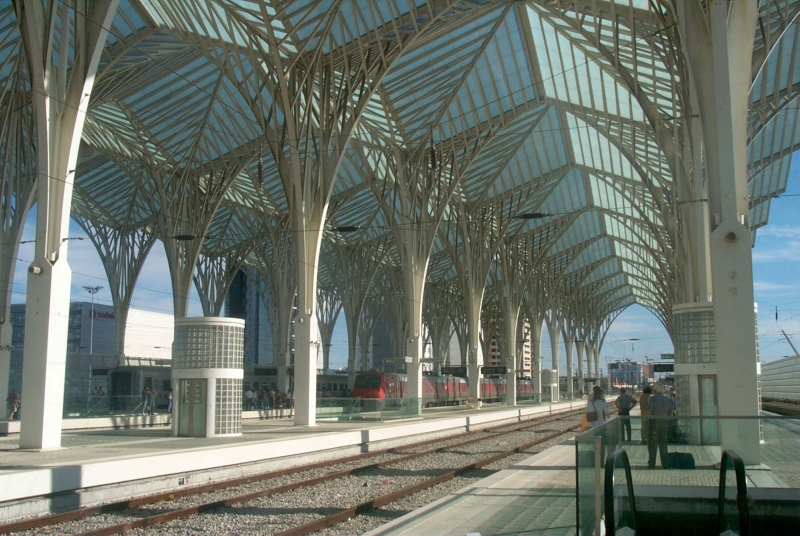
Particolare della copertura.